# Una visión de Fiammetta
Una visión de Fiammetta (A Vision of Fiammetta) es una pintura al óleo de 1878 obra de Dante Gabriel Rossetti perteneciente en la actualidad a la colección de Andrew Lloyd Webber.

## Historia
La pintura se hallaba originalmente en posesión de William Alfred Turner, director durante un tiempo de la Edison Electric Lighting Company y propietario de otras obras de arte, como Joli cœur (1867), Water Willow, un estudio realizado en tiza para La Bella Mano, un estudio para Mnemósine, y una versión de Proserpina.
El cuadro fue vendido por la casa de subastas Christie's el 28 de abril de 1928, siendo propiedad posteriormente de Charles Butler y más tarde de su nieto Patrick Butler, tras lo cual la pintura fue vendida por Knight Frank & Rutley el 11 de noviembre de 1956 y nuevamente por Christie's el 2 de abril de 1965. Propiedad por un tiempo de David Rust, la obra pasó finalmente a formar parte de la colección del compositor Andrew Lloyd Webber.
La pintura fue exhibida por primera vez en el Royal Institute de Manchester en 1882; en la Royal Academy en 1883; en Huddersfield en 1883; en la Royal Jubilee Exhibition de Manchester en 1887; en Guildhall en 1897; en la New Gallery en 1897; nuevamente en la Royal Academy en 1901; y en la exposición Pre-Raphaelites and Other Masters en 2003.

## Composición y análisis

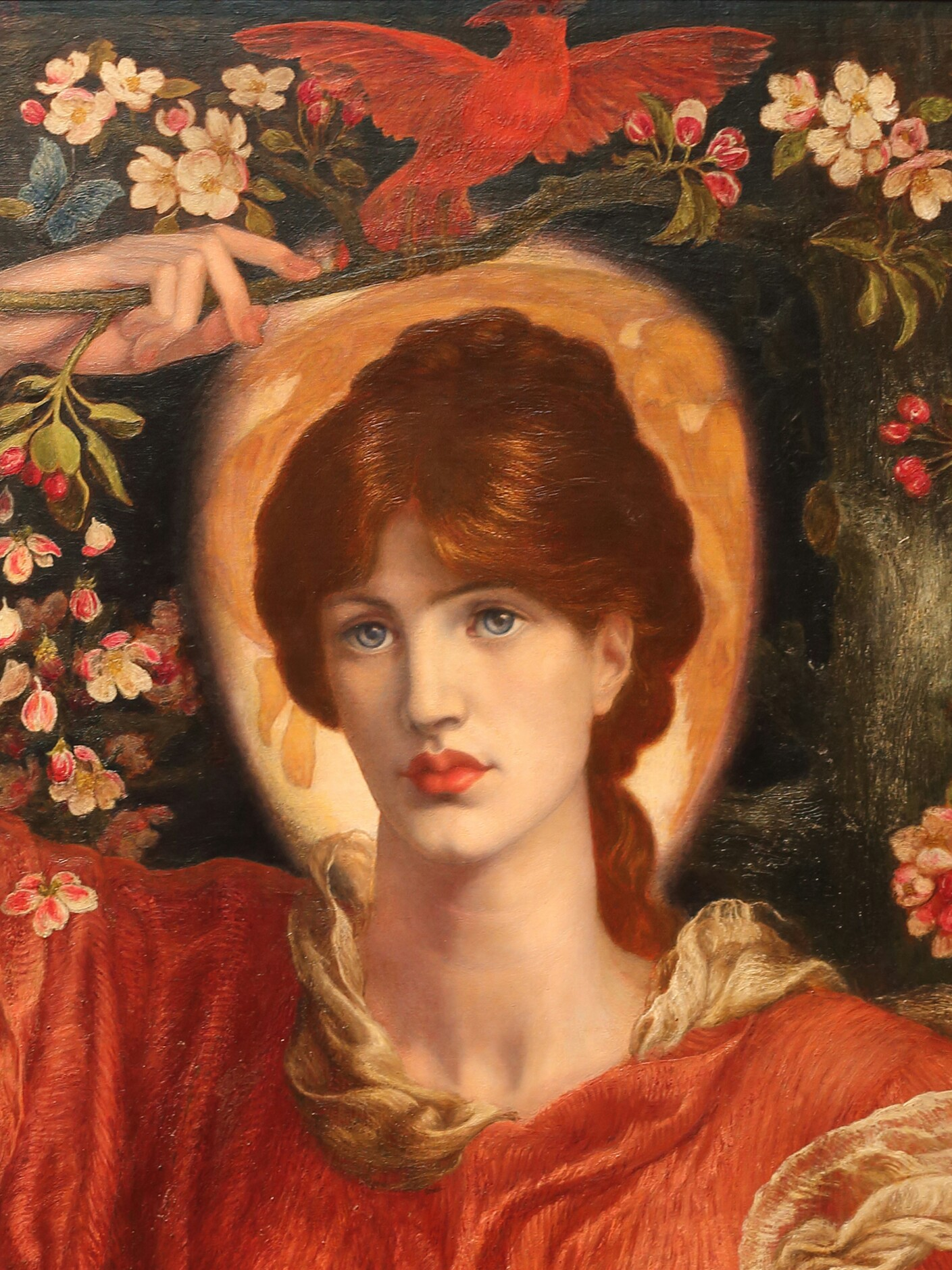
Detalle del rostro de Fiammetta, el pájaro y una de las mariposas.

El cuadro constituye la mitad de uno de los dobles trabajos de Rossetti, acompañando a su obra Baladas y sonetos (1881). En lo referente al sujeto de la obra, la mujer mostrada representa a Fiammetta, musa de Boccacio, la cual fue modelada por Rossetti empleando como referencia visual a Marie Spartali Stillman.
Según una descripción de Julian Treuherz:

Fiammetta (...) lleva un vestido color llama en alusión a su nombre. Su figura está de pie brillando contra un fondo oscuro: una visión del breve momento entre la vida y la muerte. El pétalo de manzana de corta vida significa la trascendencia de la belleza: Fiammetta está de pie entrelazada en las ramas de un manzano rodeado por emblemas del alma que se va, una lluvia de flores rojas y blancas cayendo, un pájaro rojo sangre (el mensajero de la muerte), mariposas (símbolos del alma), y un ángel en la aureola alrededor de su cabeza.

## Soneto
En el marco del cuadro figuran inscritos tres textos: On his Last Sight of Fiammetta, traducción de Rossetti del soneto de Boccaccio que inspiró la obra; el soneto original de Boccaccio en italiano; y un poema compuesto por el propio Rossetti sobre la pintura:
Texto original en inglés:

Behold Fiammetta, shown in Vision here.

Gloom-girt 'mid Spring-flushed apple-growth she stands;
And as she sways the branches with her hands,
Along her arm the sundered bloom falls sheer,
In separate petals shed, each like a tear;
While from the quivering bough the bird expands
His wings. And lo! thy spirit understands
Life shaken and shower'd and flown, and Death drawn near.

All stirs with change. Her garments beat the air:
The angel circling round her aureole
Shimmers in flight against the tree's grey bole:
While she, with reassuring eyes most fair,
A presage and a promise stands; as 'twere

On Death's dark storm the rainbow of the Soul.

Texto traducido al español:

He aquí Fiammetta, mostrada en Visión.

Con pesimismo a mitad de primavera el crecimiento de la manzana enrojecida se levanta;
Y mientras balancea las ramas con sus manos,
A lo largo de su brazo cae la flor cortada,
En pétalos separados derramados, cada uno como una lágrima;
Mientras a partir de la rama temblorosa el pájaro expande
Sus alas. Y tu espíritu entiende
La vida sacudida y bañada y volada, y la Muerte se acerca.

Todo se revuelve con el cambio. Sus prendas baten el aire:
El ángel dando vueltas alrededor de su aureola
Brilla en vuelo contra el tronco gris del árbol:
Mientras ella, con ojos tranquilizadores más justos,
Se alzan un presagio y una promesa; como dos

En la oscura tormenta de la Muerte el arco iris del Alma.